# 1716
Епоха великих географічних відкриттів •  Перша наукова революція •  Глухівський період в історії Гетьманщини

## Геополітична ситуація
Османську імперію очолює Ахмед III (до 1730). Під владою османського султана перебувають Близький Схід та Єгипет, Середземноморське узбережжя Північної Африки, частина Закавказзя, значні території в Європі: Греція, Болгарія і Сербія. Васалами османів є Волощина та Молдова.
Священна Римська імперія — наймогутніша держава Європи. Її територія охоплює, крім німецьких земель, Угорщину з Хорватією, Трансильванію, Богемію, північ Італії. Її імператор — Карл VI Габсбург (до 1740). Король Пруссії — Фрідріх-Вільгельм I (до 1740).
На передові позиції в Європі вийшла Франція, якою править Людовик XV (до 1774). Франція має колонії в Північній Америці та Індії.
Король Іспанії — Філіп V з династії Бурбонів (до 1746). Королівству Іспанія належать південь Італії, Нова Іспанія та Віцекоролівство Перу в Америці, Філіппіни. Королем Португалії є Жуан V (до 1750). Португалія має володіння в Бразилії, в Африці, в Індії, в Індійському океані й Індонезії.
Північ Нідерландів займає Республіка Об'єднаних провінцій. Вона має колонії в Північній Америці, Індонезії, на Формозі та на Цейлоні. На британському троні сидить Георг I (до 1727). Британія має колонії в Північній Америці, на Карибах та в Індії. Король Данії та Норвегії — Фредерік IV (до 1730), король Швеції — Карл XII (до 1718). На Апеннінському півострові незалежні Венеційська республіка та Папська область. у Речі Посполитій королює Август II Сильний (до 1733). У Московії царює Петро I (до 1725).
Україну розділено по Дніпру між Річчю Посполитою та Московією. Гетьман України  — Іван Скоропадський. Пристановищем козаків є Олешківська Січ. Існує Кримське ханство, якому підвладна Ногайська орда.
В Ірані правлять Сефевіди.
Значними державами Індостану є Імперія Великих Моголів, Імперія Маратха. В Китаї править Династія Цін. У Японії триває період Едо.

## Події

### В Україні
- Посада кошового отамана Війська Запорозького зберігається за Іваном Малашевичем.
- Феофан Прокопович покинув Київ і перебрався в Санкт-Петербург.

### У світі
- Почалася Австро-турецька війна:
  - 5 серпня у битві поблизу Петервардейна австрійська армія генералісимуса Євгена Савойського розгромила турків-османів.
  - Євген Савойський захопив Тімішоару.
- Шведський король Карл XII захопив Христіанію, але за місяць змушений був її покинути через брак припасів.
- Едвард Тіч (капітан Чорна борода) отримав на Багамах під своє командування шлюп.
- Негусом Ефіопії став Девіт III.
- Страчено засновника держави сикхів Банду Сінґха Бахадура.
- Токуґава Йосімуне став сьогуном Японії.
- У Парижі Джон Ло заснував Banque Générale.

### Наука та культура
- Складено Словник Кансі — класичний словник китайських ієрогліфів.
- Архітектори Александр Леблон та Карло Бартоломео Растреллі почали роботу в Санкт-Петербурзі.
- Опубліковано трактат «Хагакуре» авторства Ямамото Цунетомо з викладом засад бусідо.

## Народились
див. також Категорія:Народились 1716

## Померли
див. також Категорія:Померли 1716